# Villa Romana de Almeirim
A Villa Romana de Almeirim é um sítio arqueológico nas imediações na aldeia de Almeirim, no Município de Castro Verde, na região do Baixo Alentejo, em Portugal.

## Descrição e história
No local existem registos da presença de um grande conjunto de edificios, incluindo um balneário com um tepidário, um tanque de planta rectangular forrado em opus signinum, e uma zona para aquecimento com suspensura e fornalha (fornax). Também foi descoberta uma necrópole, com cerâmica comum de um período mais tardio, e vestígios de uma via romana de acesso à villa. Porém, durante os trabalhos arqueológicos não foram encontrados quaisquer vestígios antigos no local, situado a Noroeste de Almeirim, pelo que é possível que o registo aponte na realidade para o sítio da Courela das Bicadas, onde existem provas mais evidentes da existência de edifícios antigos.
A antiga villa romana poderá estar igualmente associada ao sítio arqueológico da Horta dos Bispos, situado a Nordeste de Almeirim, onde foi encontrada parte de uma imposta do período paleocristão, um baptistério, e uma pedra funerária com uma inscrição referente a uma Iulia Materna, filha de Caius, cuja latinidade do nome poderá significar uma família de importante posição social, que poderia ser a proprietária da villa.